# Santiago Santero
Santiago Santero (* 1962 in Buenos Aires) ist ein argentinischer Komponist, Dirigent und Musikpädagoge.
Santero studierte Klavier am Conservatorio Nacional de Música, Orchesterleitung an der Universidad Nacional de La Plata und Komposition bei Guillermo Graetzer und Mariano Etkin. Er debütierte als Dirigent mit dem Orquesta de Entre Ríos und dem Sinfónica de Santa Fe. Später gründete und leitete er eigene Ensembles wie Grupo Estudio Contemporáneo (mit Sergio Hualpa), das Halloween Ensemble und das CEAMC ensemble, mit denen er klassische Werke des 20. Jahrhunderts spielte und Werke zeitgenössischer Komponisten uraufführte.
Seit 1999 wirkt Santero am Ciclo de Música Contemporánea des Teatro San Martín mit. Am Centro de Experimentación des Teatro Colón leitete er als Gastdirigent die Aufführung zeitgenössischer Kompositionen, experimenteller Werke und Klanginstallationen. Zudem dirigierte er bei Festivals in Perú, Kolumbien,  den USA, England und der Schweiz.
Als Komponist trat Santero vorwiegend mit kammermusikalischen und Bühnenwerken hervor. Seine Oper Estudio al Estilo Veneciano wurde 1996 am Centro de Experimentación des Teatro Colón uraufgeführt. Die Uraufführung der Stücke Periplos (2000) und  ...y...y...y... spielte das Ensamble XXI. 2004 komponierte er die Musik für den Film ANHUA, amanecer. Santero unterrichtet am Instituto Universitario Nacional del Arte und der Facultad de Bellas Artes der Universidad de La Plata. 